# وبيرة (نبات)
وبيرة أو غمصان أو طربة واسمها العلمي (Scabiosa olivieri) هي عشبة حولية من الفصيلة الخمانية.
للنبات سيقان رفعية يصل ارتفاعها إلى 40 سم، زهوره صفراء ذات شكل أنبوبي وبذوره سوداء صغيرة.